# Ventorum situs
Il Ventorum situs (in greco: Περὶ θέσεως ἀνέμων; latino: Ventorum Situs) è un frammento spurio tradizionalmente attribuito ad Aristotele. 

## Struttura
Secondo la versione manoscritta dell'opera, è un estratto di un'opera più grande intitolata Sui Segni (De Signis), probabilmente scritta da un membro della scuola peripateticaː è, in effetti, il pezzo più corto tradizionalmente attribuito ad Aristotele come parte del Corpus Aristotelicum, che occupa un'unica pagina a due colonne (973) nell'edizione standard di riferimento di Bekker delle opere complete dello Stagirita.
Il breve testo elenca i venti che soffiano da dodici direzioni diverse e i loro nomi alternativi utilizzati in luoghi diversi: Borea (N), Meses (NNE), Caecias (NE), Apeliotes (E), Euro (SE), Orthonotus (SSE), Noto (S), Leuconotus (SSW), Libio (SW), Zefiro (W), Iapyx (NW), Trace (NNW).
Oltre a questi nomi primari, il documento fornisce anche informazioni parziali su altri nomi tradizionali per gli stessi venti e associazioni geografiche legate a vari luoghi.
Sebbene il brano, in genere, fornisca un contesto geografico rispetto alle direzioni cardinali, è chiaro, confrontando il suo schema con altri resoconti classici, che l'elenco inizia a nord e procede in senso orario. In particolare, lo schema presentato nel frammento è molto simile, ma distinto da quello fornito da Aristotele nei Meteorologica.